# Gijs Brouwer
Gijs Brouwer (Houston, 14 marzo 1996) è un tennista olandese di origini statunitensi.
In singolare ha disputato una semifinale ATP, ha vinto un titolo Challenger e il miglior ranking ATP è la 114ª posizione raggiunta il 27 febbraio 2023. In doppio ha vinto due titoli Challenger e si è spinto fino alla 148ª posizione del ranking nell'agosto 2022.

## Carriera

### 2014-2017, inizi tra i professionisti e primi titoli ITF
Fa le sue prime isolate apparizioni tra i professionisti nel 2014 e 2015 nel circuito ITF, inizia a giocare con continuità nel 2016 e ad agosto disputa la sua prima finale in singolare in un torneo ITF al Netherlands F5. Nell'aprile 2017 alza il primo trofeo da professionista vincendo la finale di doppio all'ITF Egypt F11. Il primo titolo in singolare arriva nell'ottobre successivo con la vittoria in finale all'Egypt F30 contro Jelle Sels.

### 2018-2021, primo titolo Challenger in doppio
Nel 2018 supera per la prima volta le qualificazioni e fa il suo debutto nel circuito Challenger. Nel novembre 2019 sconfigge per la prima volta un top 100 del ranking, il nº 93 Brayden Schnur, al secondo turno del Knoxville Challenger. Continua comunque a raccogliere successi nel circuito ITF e, dopo aver vinto 5 titoli in singolare e 8 titoli in doppio, nel novembre 2021 conquista il primo titolo Challenger al torneo di doppio del Puerto Vallarta Open, gioca assieme a Reese Stalder e superano in finale Hans Hach Verdugo / Miguel Ángel Reyes Varela.

### 2022: debutto ATP e top 200
Nell'aprile 2022 fa il suo debutto nell'ATP Tour superando le qualificazioni a Houston, arriva ai quarti di finale con i successi su Feliciano López e Jeffrey John Wolf e viene sconfitto dalla terza testa di serie Reilly Opelka. Con questo risultato entra per la prima volta nella top 300 mondiale, al 286º posto. Due settimane più tardi vince il torneo di doppio al Challenger di Tallahassee. A maggio disputa la sua prima finale in singolare nel circuito Challenger a Tunisi e raccoglie due soli giochi contro Roberto Carballés Baena. Ad agosto supera per la prima volta le qualificazioni in una prova del Grande Slam agli US Open, al primo turno del main draw sconfigge Adrian Mannarino in 3 set e al secondo viene eliminato dalla testa di serie n° 26 Lorenzo Musetti.

### 2023: prima semifinale ATP e 114º nel ranking
Brouwer inizia l’anno con la sconfitta al primo turno di qualificazione degli Australian Open. A febbraio prende parte con una wild card all'ATP 500 di Rotterdam e si impone su Marc-Andrea Hüsler, al secondo turno approfitta del ritiro di Holger Rune e nei quarti di finale si arrende a Tallon Griekspoor, che vince con un doppio 6-4. A fine torneo porta il best ranking al 116º posto e sale al 114º dopo il secondo turno raggiunto la settimana successiva all'ATP di Marsiglia. Ad aprile rinnova i successi dell'anno precedente a Houston, sconfigge nell'ordine Kovacevic, Isner e nei quarti Jeffrey John Wolf; alla sua prima semifinale ATP cede in due set a Frances Tiafoe, che vincerà il torneo.

## Statistiche
Aggiornate al 22 settembre 2024.

### Tornei minori

#### Singolare

##### Vittorie (6)
| Legenda tornei minori |
| Challenger (1)        |
| Futures (5)           |

| N. | Data              | Torneo                          | Superficie | Avversario in finale | Punteggio   |
| 1. | 22 settembre 2024 | Saint-Tropez Open, Saint-Tropez | Cemento    | Lucas Pouille        | 6-4, 7-6(2) |

##### Finali perse (8)
| Legenda tornei minori |
| Challenger (1)        |
| Futures (7)           |

| N. | Data           | Torneo             | Superficie  | Avversario in finale    | Punteggio |
| 1. | 21 maggio 2022 | Tunis Open, Tunisi | Terra rossa | Roberto Carballés Baena | 1-6, 1-6  |

#### Doppio

##### Vittorie (11)
| Legenda tornei minori |
| Challenger (2)        |
| Futures (9)           |

| N. | Data             | Torneo                                     | Superficie  | Compagno           | Avversari in finale                         | Punteggio        |
| 1. | 27 novembre 2021 | Puerto Vallarta Open, Puerto Vallarta      | Cemento     | Reese Stalder      | Hans Hach Verdugo Miguel Ángel Reyes Varela | 6-4, 6-4         |
| 2. | 23 aprile 2022   | Tallahassee Tennis Challenger, Tallahassee | Terra rossa | Christian Harrison | Diego Hidalgo Cristian Rodríguez            | 4-6, 7-5, [10-6] |

##### Finali perse (15)
| Legenda tornei minori |
| Challenger (1)        |
| Futures (14)          |

| N. | Data           | Torneo                          | Superficie | Compagno     | Avversari in finale        | Punteggio        |
| 1. | 30 maggio 2022 | Lexington Challenger, Lexington | Cemento    | Aidan McHugh | Yuki Bhambri Saketh Myneni | 6-3, 4-6, [8-10] |